# Oloessa poeta
Oloessa poeta är en skalbaggsart som beskrevs av Dillon 1952. Oloessa poeta ingår i släktet Oloessa och familjen långhorningar.
Artens utbredningsområde är Fiji. Inga underarter finns listade i Catalogue of Life.